# Brabanter
Brabanter è un'antica razza di pollo olandese, già nota nel XVII secolo. Presente in un numero considerevole di colorazioni, la razza ha la configurazione snella ed elegante di un pollo campagnola, mostrando le sue peculiarità nella testa: questa è infatti fornita di un lungo ciuffo portato dritto, quasi a forma di piramide, e di una barba trilobata particolarmente folta; la cresta è a forma di V. La Brabanter, nota in Italia anche col nome di Brabante Olandese, è una razza ornamentale con spiccata attitudine alla produzione di uova. È una razza molto rara.

## Origini

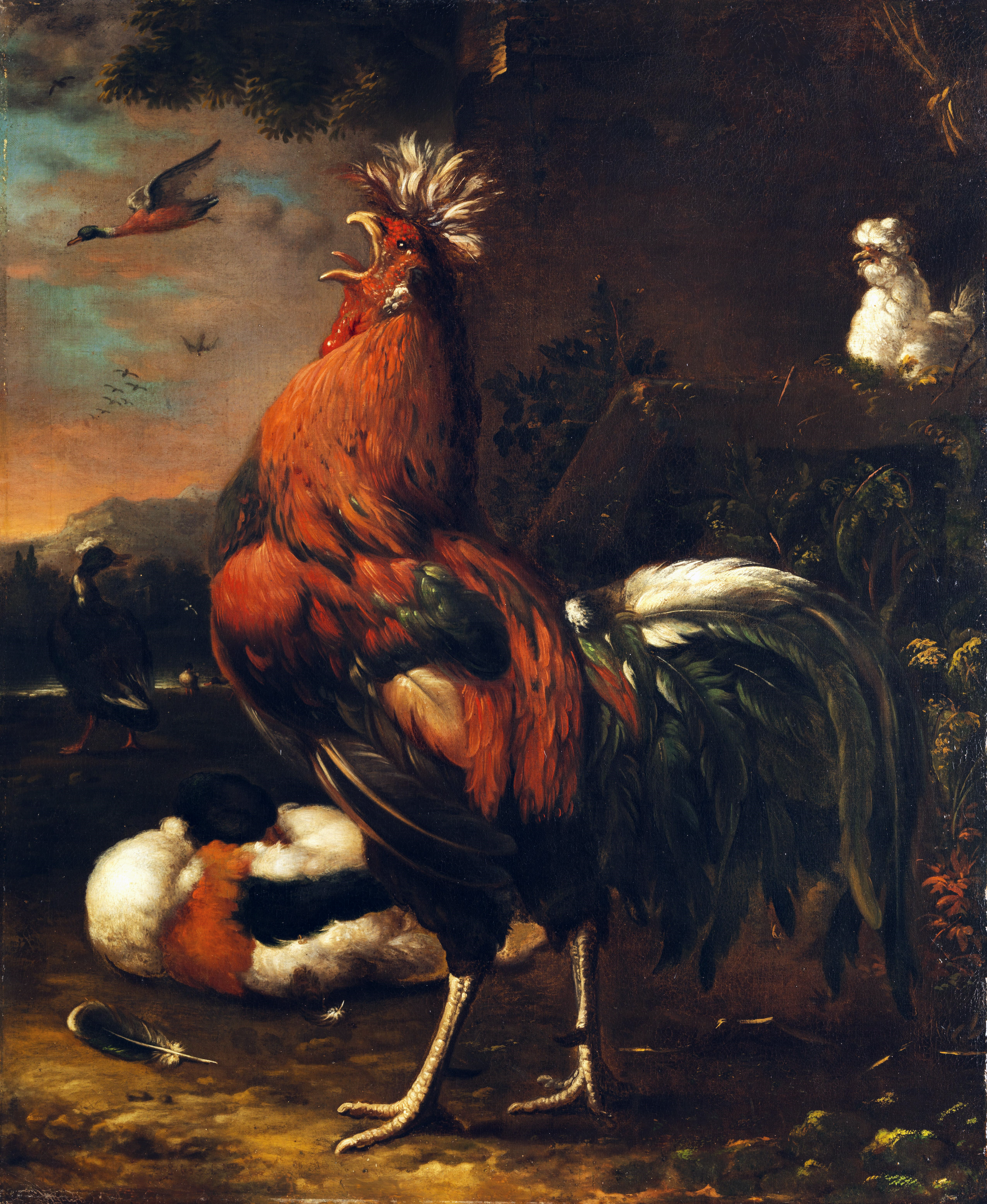
Probabile antenato della Brabanter in un dipinto del diciassettesimo secolo di Jan Van Oolen.

La conoscenza di polli ciuffati e barbuti simili all'attuale Brabanter risale al diciassettesimo secolo, grazie alla presenza di numerosi dipinti che ritraggono polli simili. Tuttavia l'esatta nascita della razza è sconosciuta, così come quella di molte altre razze ciuffate. Alcuni autori ritengono che ci sia un collegamento tra la Brabanter e la Padovana, mentre è sicura la parentela tra questa e un'altra razza olandese, la Civetta barbuta olandese. Sarebbe stata proprio la Brabanter la progenitrice della Civetta barbuta, in seguito ad accoppiamenti con la francese La Flèche mirati ad accrescere la vitalità dei soggetti. All'inizio del ventesimo secolo la razza sembrava estinta, ma negli anni '20 dello stesso secolo, grazie a soggetti tedeschi e al contributo della Civetta barbuta, è stata ricostituita.

## Caratteristiche morfologiche
La Brabanter ha la costituzione di un pollo campagnolo, quindi leggera ed elegante, ma di media statura, con una posizione leggermente eretta e slanciata. 
- Testa: di media grandezza, ornata di un ciuffo di penne portato in entrambi i sessi perfettamente dritto e a forma di piramide tagliata a metà.
- Cresta: a cornetti, quasi assente nella gallina.
- Bargigli: piccoli e rudimentali, nascosti da una folta barba formata da tre ciuffi distinti, due sui lati e uno più lungo sulla gola.
- Becco: forte e di media lunghezza, presenta narici larghe e cavernose, tipiche delle razze ciuffate.
- Occhi: grandi e vivaci, con iride rosso arancio.
- Orecchioni: piccoli e bianchi, completamente nascosti dai favoriti.
- Collo: dritto e di media lunghezza, con folta mantellina.
- Addome: ben arrotondato, largo e prominente.
- Dorso: largo e lungo.
- Ali: forti e aderenti al tronco.
- Coda: lunga e ben aperta, è portata al di sopra della linea dorsale.
- Zampe: lunghe e forti.
- Peso: gallo 2,300 kg gallina 2,000 kg.
- Misura anello: gallo 18 mm gallina 16 mm.
- Colore uovo: bianco.

## Colorazioni
La razza annovera numerose varietà di colore, di cui ben otto riconosciute nello standard italiano: Argento orlata nero; Bianca; Blu orlata; Camoscio orlata bianco; Grigio perla; Nera; Oro orlata nero; Sparviero. Ma in altri paesi sono riconosciute anche altre colorazioni: Argento pagliettata nero, Camoscio pagliettata bianco, Oro pagliettato blu, Oro pagliettata nero e Lavanda.

## Qualità
La Brabanter è una razza molto docile, che si adatta a vivere in grandi recinti. L'allevatore può renderlo molto domestica educandola fin da piccola, altrimenti il carattere da razza campagnola la porterà ad essere sempre poco fiduciosa e restia al contatto. Il fatto di possedere un ciuffo che si sviluppa solo verticalmente e non ai lati, non offusca la vista di questi polli e dà la possibilità al proprietario di poterli lasciare liberi senza problemi, visto che questo tipo di ciuffo si sporca molto di meno e non rende i polli maggiormente esposti ai pericoli. Le femmine sono buone produttrici di uova bianche, anche se durante l'inverno cessano la deposizione per molti mesi, e non hanno predisposizione alla cova.